# Excluabilité

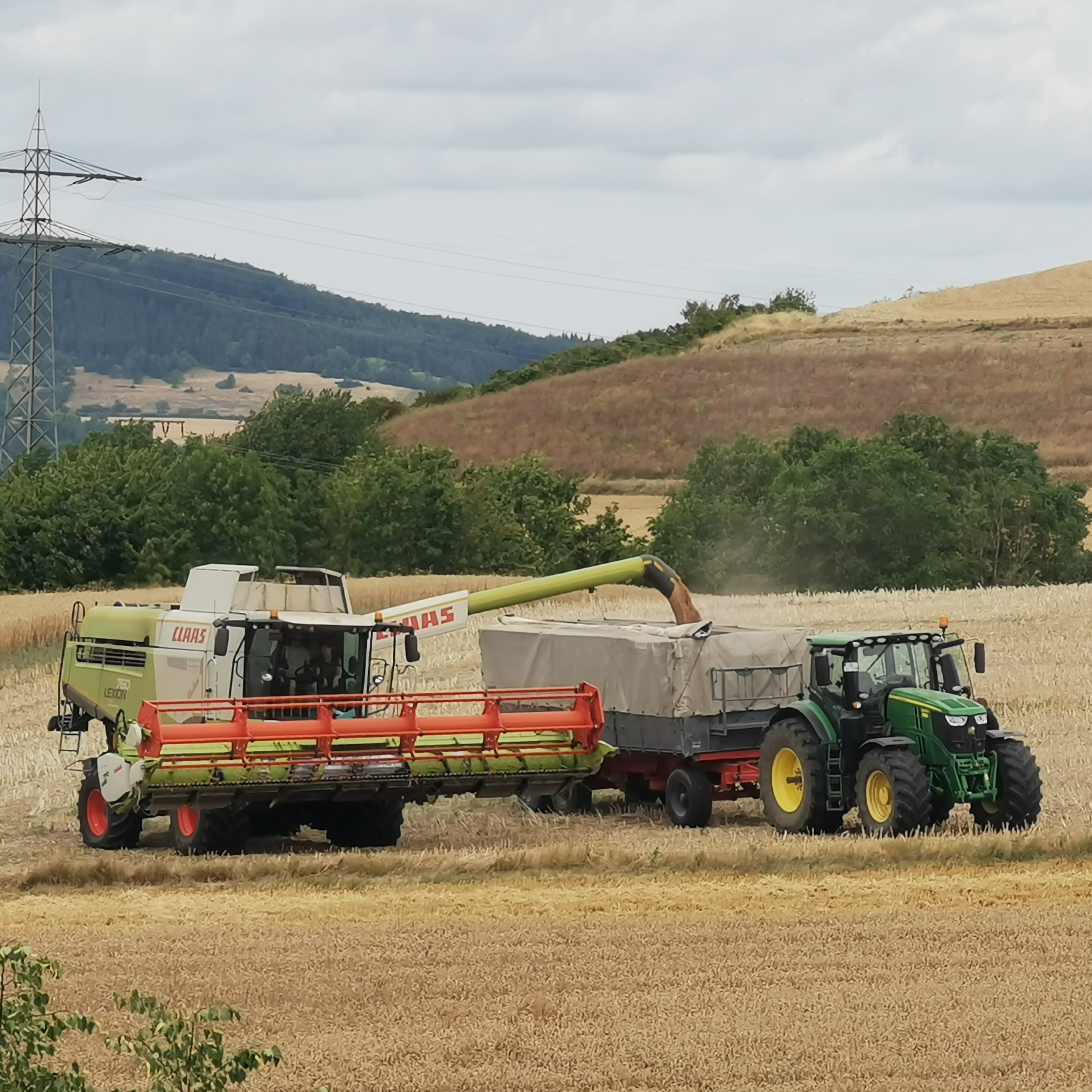
Le blé est un bien non-excluable dans un grand nombre de sociétés occidentales.

En économie, l'excluabilité est la possibilité d'interdire la consommation d'un bien. Un bien est non excluable lorsqu'il est difficile ou coûteux d'empêcher les agents de le consommer. L'excluabilité détermine la possibilité d'un échange commercial et la concurrence.
Parmi les biens excluables (ou exclusifs), on distingue les biens privés et les biens de club (ou biens collectifs). Parmi les biens non-excluables, on distingue les biens publics purs et les biens publics impurs (ou biens communs).

## Tableau
|                 | Excluabilité forte                           | Excluabilité faible                                 |
| --------------- | -------------------------------------------- | --------------------------------------------------- |
| Rivalité forte  | bien privé : vêtements, véhicule             | biens communs : ressources naturelles               |
| Rivalité faible | bien de club : chaîne cryptée, route payante | bien public : qualité de l'air, télévision en clair |